# Guarguera

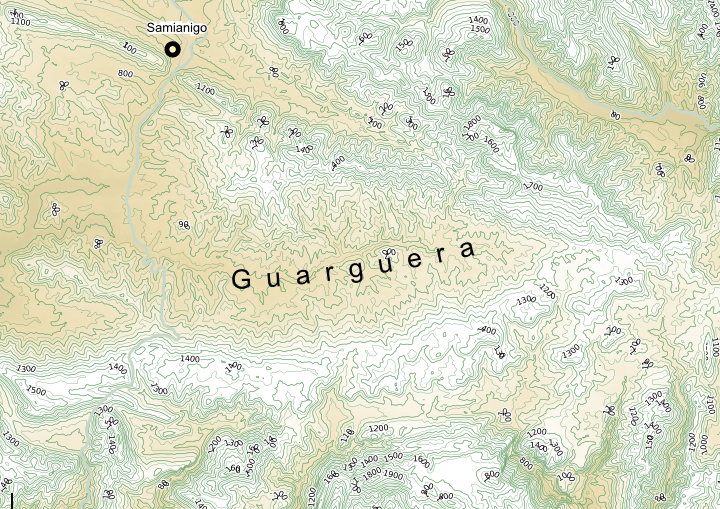
Carte topographique de la Guarguera.

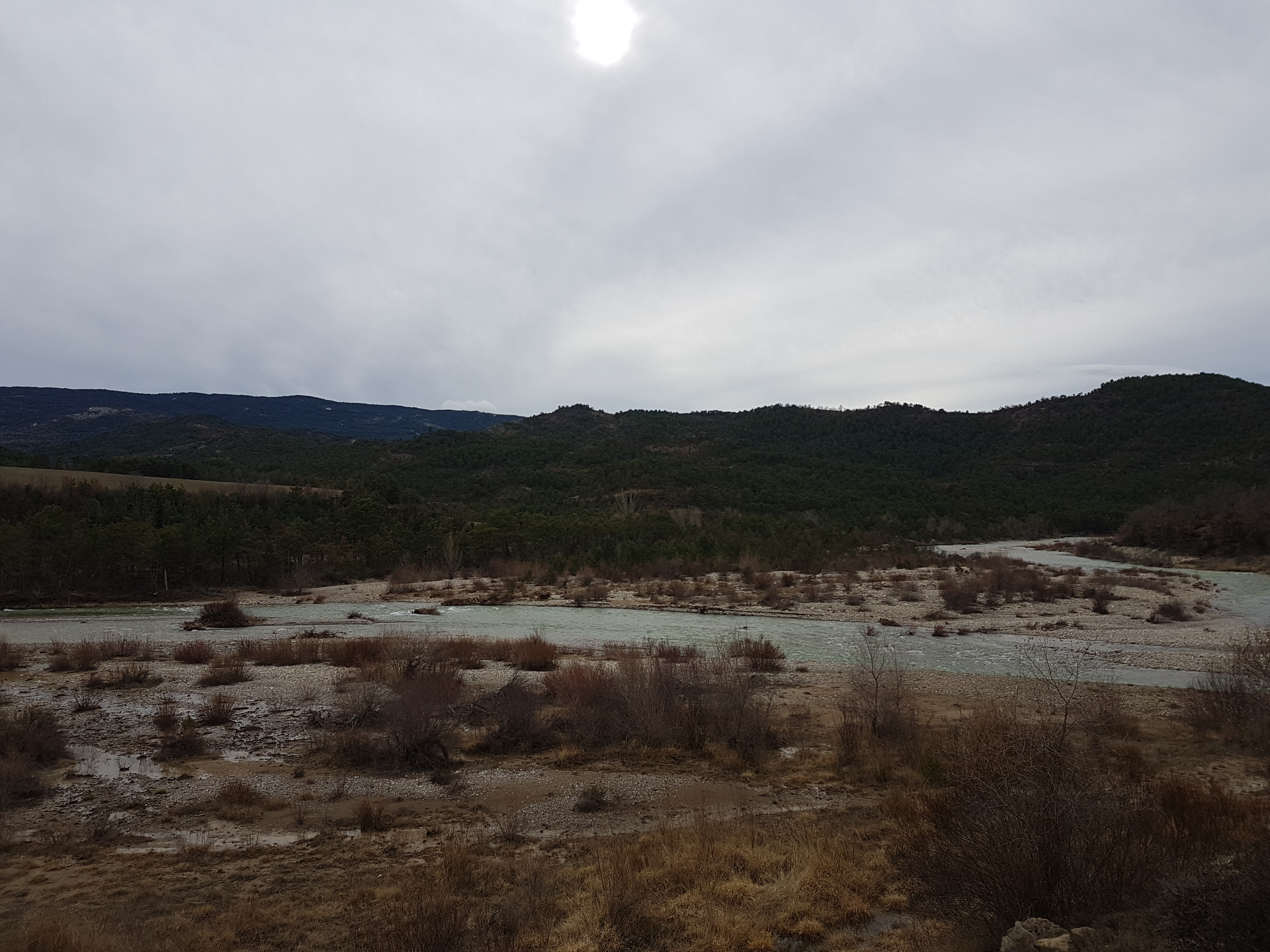
Le cours du Guarga.

La Guarguera ou vallée du Guarga est une vallée d'Aragon, située dans la comarque de l'Alto Gállego est traversée d'est en ouest par le Guarga. Avec le Sobrepuerto voisin, il s'agit d'une des vallées de montagne d'Europe qui a connu le plus fort exode rural, et compte aujourd'hui de nombreux villages inhabités (treize villages inhabités sur vingt-neuf en 2017). Elle s'étend sur une superficie d'environ 200 kilomètres carrés et compte moins de 150 habitants. 
Les villages de la Guarguera sont Abenilla, Laguarta (en aragonais A Guarta, traditionnellement la capitale de la Guarguera), Aineto, Alavés, Artosilla, Arraso, Arruaba, Atós Alto, Atós Baixo, Belarra, Bescós de Guarga, Canyardo, Castiello de Guarga, Ceresola, Fenillosa, Gésera, Gillué, Grasa, Lasaosa, Molino de Villobas, Molín d'Escartín, Ordovés, Sandiás, San Esteban de Guarga, Santa María de Perula, Secorún, Solaniella, Villacampa, Villobas et Yéspola.